# Oberflächenversorgtes Tauchen

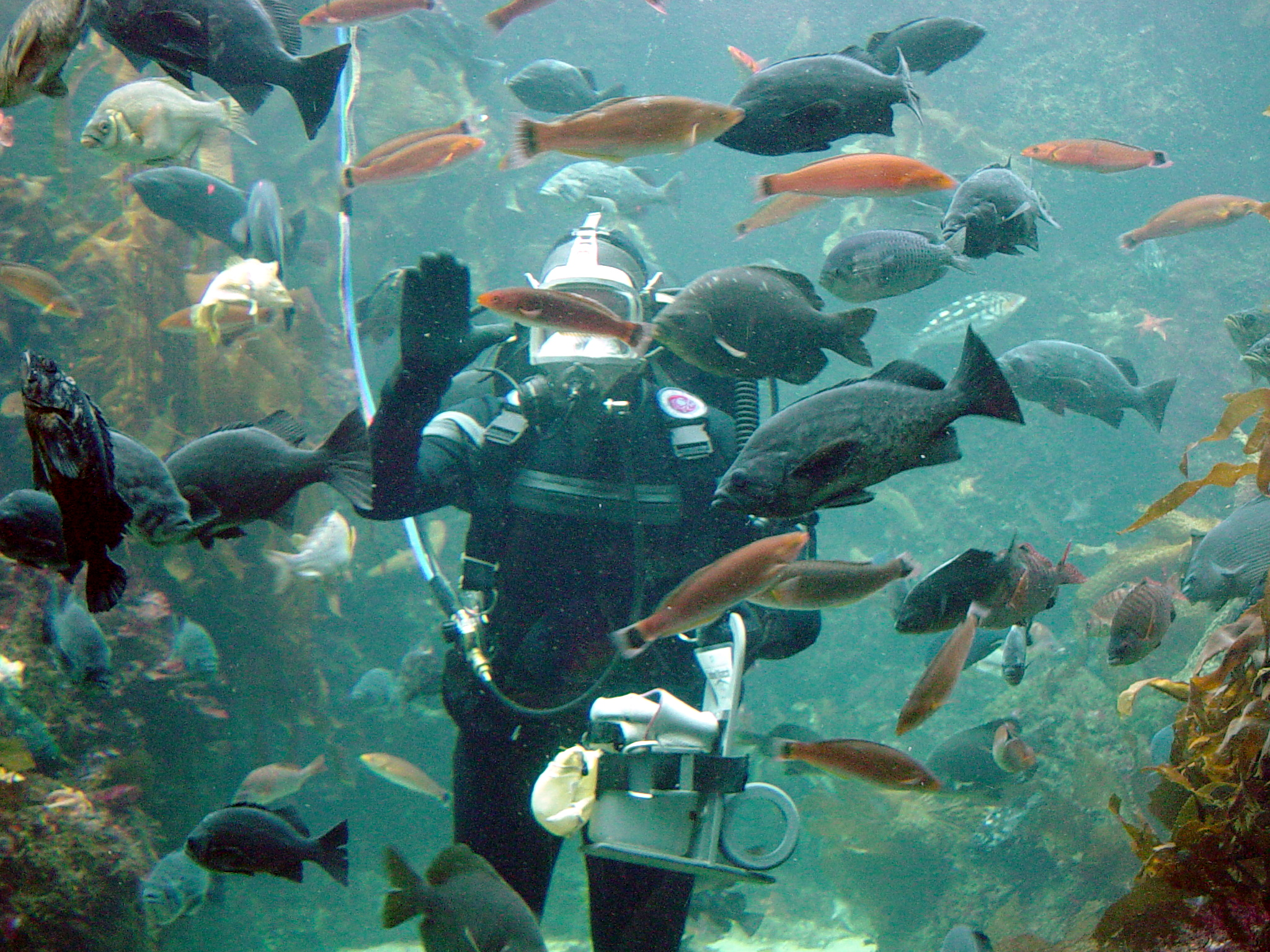
Ein Taucher bei Unterwasserarbeiten in einem Aquarium, mit Versorgungsleitung

Als oberflächenversorgtes Tauchen  bezeichnet man das Tauchen mit schlauchgestützter Luftversorgung und modernem Gerät. Die Methode wird auch als Nabelschnurtauchen oder einfach Luftschlauchtauchen bezeichnet (engl. hookah diving, gelegentlich auch nargileh oder narghile diving) und ist die Fortführung des traditionellen Helmtauchens mit modernen, teils einfacheren Mitteln. Sie findet vorwiegend im Bereich des professionellen Berufstauchen Anwendung im:
- Tiefwasser, Sättigungstauchen und Offshorebereich, zwischen Taucherglocke und Taucher
- im Flussbereich beim industriellen Goldschürfen mit taucherunterstützten Saugleitungen
- bei Arbeiten in Schwimmbädern, Tanks, Kläranlagen etc.
- im Hafenbereich, etwa von kleinen Schiffen aus, zur Kontrolle des Unterwasserschiffes etc.
- bei Bauarbeiten unter Wasser.

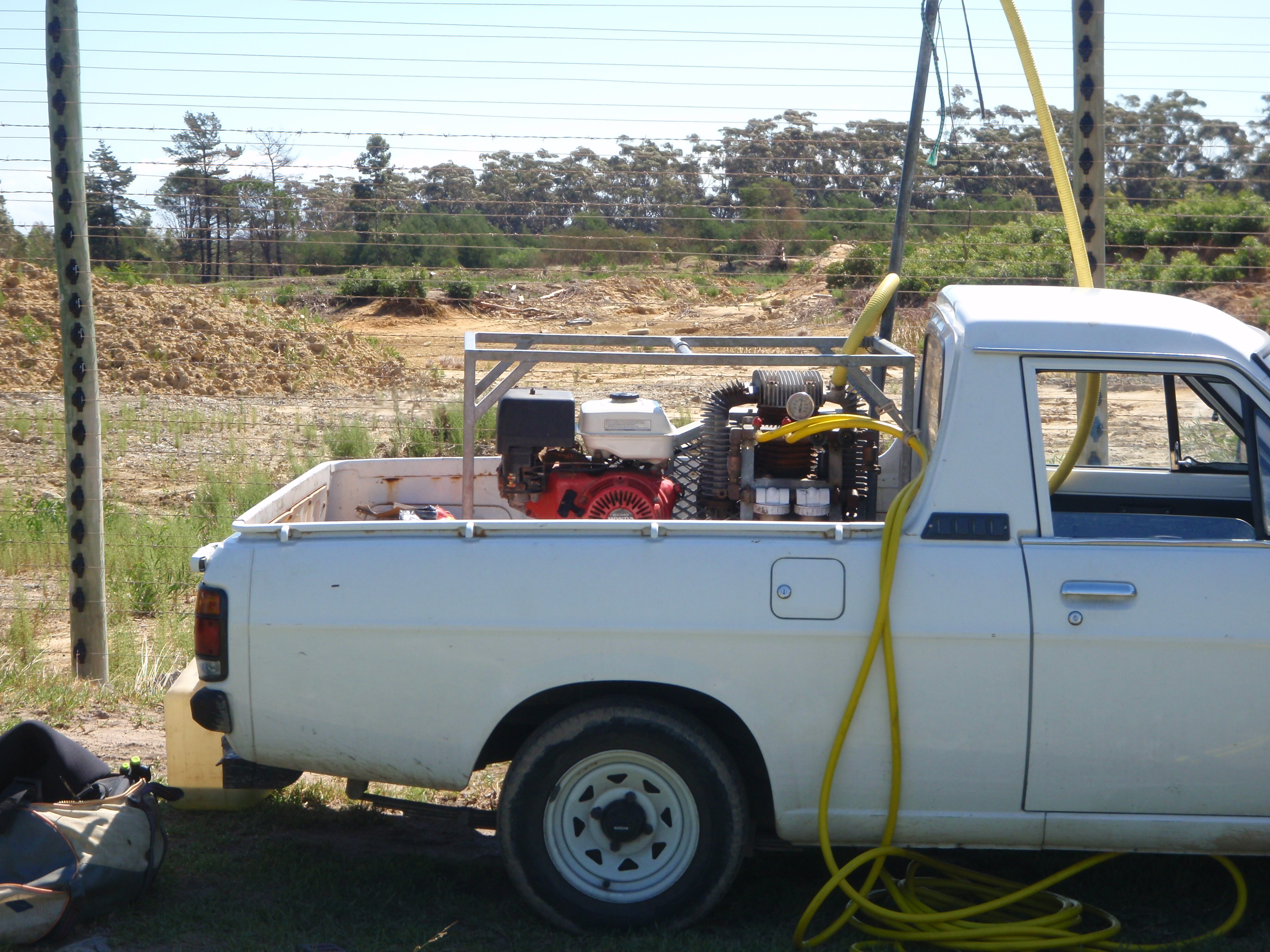
Ein mobiler Kompressor für oberflächenversorgtes Tauchen

Eine einfache Ausrüstung besteht aus Kompressor oder Stand-Flaschenbatterie an Land, einem langen Luftschlauch sowie Atemreglern. Hinzu kommt die normale Tauchausrüstung  wie Tauchanzug, Taucherblei, Maske, Flossen etc. Bei älteren Zweischlauchautomaten wird der Atemregler auf der Brust getragen, bei Taucherhelmen entfällt dieser meist. Im größeren Tiefen kommt eine Bail-Out-Flasche oder ein Kreislaufgerät hinzu. Damit soll bei einer Unterbrechung der Luftversorgung ein sicherer Notaufstieg, mit oder ohne Dekompression, oder die Rückkehr zur Taucherglocke ermöglicht werden.  
Obwohl der Taucher beim oberflächenversorgten Tauchen für gewöhnlich alleine im Wasser ist, wird er nicht als Solotaucher im engeren Sinn betrachtet, da eine feste Verbindung – häufig mit Sprachübertragung – zur Oberfläche besteht, wo ein Sicherungstaucher wartet, der im Notfall Hilfe leisten kann.  